# Paola Orlandi
Paola Orlandi (Roma, 19 gennaio 1938 – Milano, 25 febbraio 2025) è stata una cantautrice italiana.
Sorella di Nora Orlandi, è nota anche per aver fatto parte del gruppo vocale I 4 + 4 di Nora Orlandi (in origine I 2 + 2); è stata inoltre una delle prime cantautrici italiane, già alla fine degli anni '50.

## Biografia
Inizia a suonare il pianoforte spinta dalla famiglia (la madre, Fanny Campos, è stata una cantante lirica); studentessa di lingue, incomincia a scrivere canzoni, ma debutta nel mondo musicale come corista, poiché la sorella Nora nel 1952 ha fondato un gruppo vocale che chiama Quartetto 2 + 2, insieme a Rosetta Fucci, Marcello Fabrizi e Massimo Cini (che ha già avuto un'esperienza simile nel Quartetto Azzurro). Due anni dopo la Fucci abbandona il gruppo, sostituita da Paola, e poco tempo dopo, Alessandro Alessandroni entra in sostituzione di Fabrizi, e questa è la formazione che inizia l'attività di coristi in studio di registrazione e dall'altro a partecipare a molte trasmissioni radiofoniche e televisive: la prima è Ottovolante, nel 1955.
Nel 1957, pur continuando l'attività con il Quartetto 2 + 2 (che diventano poi i 4 + 4  di Nora Orlandi), ottiene come solista un contratto discografico con l'RCA Italiana, con cui incide le prime canzoni, tra cui nel 1959 una versione in italiano di Over The Rainbow.
Passata alla Dischi Ricordi, partecipa alla Sei giorni della canzone 1960 con la canzone Plenilunio, classificandosi per la serata finale.
Nel 1967 scrive il testo di L'amore è come il sole, su musica della sorella Nora, che Piergiorgio Farina porta al Festival di Zurigo, mentre nel 1968 partecipa alla XVI edizione del Festival di Napoli con il brano Nun 'o ssapevo, in abbinamento con Dean Reed.
Nel 1969 incide la sigla del giallo televisivo Giocando a golf una mattina, la canzone Un impermeabile bianco.
Dopo essersi trasferita a Milano, a seguito del matrimonio con il discografico Gianni Daldello (da cui avrà i figli Giampaolo e Chiara), a partire dalla seconda metà degli anni '70 si dedica anche alla registrazione di sigle televisive per i cartoni animati.
Ha collaborato come corista con numerosi artisti di musica leggera come Mina, Adriano Celentano, Caterina Caselli, Betty Curtis, Domenico Modugno, Alice, Gigliola Cinquetti, Toto Cutugno, Al Bano e Romina Power, Donatella Rettore, Enzo Jannacci, Ricchi e Poveri, Zucchero Fornaciari, Marcella Bella, Fiordaliso, Ivan Cattaneo. Ha poi anche partecipato, sempre come corista, in alcune sigle dei cartoni animati del gruppo Fininvest, alternandosi con il coro dei Piccoli Cantori di Milano.
Il 25 febbraio 2025 è stata data la notizia della sua morte. Un mese prima era deceduta la sorella Nora.

## Discografia
Album in studio
- 1976 - Tito Fontana Film Music (con Sante Palumbo e Bruno De Filippi)

Singoli
- 1957 - S'Agapo/Adoro te
- 1957 - Scusami/Sono un sognatore
- 1959 - L'arcobaleno/Voglio l'amore
- 1960 - My Funny Valentine/Plenilunio
- 1960 - Voglio l'amore/Arcobaleno
- 1960 - Ho bisogno di te/È l'alba
- 1960 - Vivo perché ti amo
- 1960 - Il mandorlo a Tojama/Prumietteme
- 1960 - Arrivederci/Dopo
- 1961 - Dint'o scuro/'E mmane 'e luna
- 1963 - Bum bum sci bum/L'incanto di una notte
- 1967 - Che cotta!/Il mio carosello
- 1969 - Un impermeabile bianco/Panorama
- 1971 - Come svegliarsi di buon umore la mattina/La canzone di Elena (con Guido Pistocchi)
- 1975 - Papaya/Lady Fortuna

EP
- 1957 - Corde della mia chitarra/Usignolo/Scusami/Le trote blu
- 1957 - Cancello tra le rose/Casetta in Canadà/Sono un sognatore/Ancora ci credo
- 1959 - Paola Orlandi - Vol.1